# Contrafacia marmoris
Contrafacia marmoris is een vlinder uit de familie van de Lycaenidae. De wetenschappelijke naam van de soort werd als Thecla marmoris in 1907 gepubliceerd door Hamilton Herbert Druce.